# 온녕군
온녕군(溫寧君, 1407년 ~ 1454년 6월 16일(음력 5월 12일))은 조선의 왕족이며 태종의 7남이자 서3남이다. 어머니는 신빈 신씨(신녕궁주)이다.

## 생애
이름은 정(䄇)이며, 1425년(세종 7년), 가정대부(嘉靖大夫) 온녕군에 봉해졌다. 1426년(세종 8년), 서교에서 매사냥을 하였는데 꿩을 쏘아 맞히자, 세종이 기뻐하며 내구마를 하사하였다.
성품이 호방했으며 무예에 뛰어났다고 한다.
온녕군은 어릴 때 지혜와 총기를 겸비하여 남보다 뛰어나 종실에서 영특하였다는 평을 받았다. 어려서부터 영특하여 지혜가 있고 현명하여 매사를 알아서 예의와 절도에 맞게 행하였다고 한다.
1430년(세종 12년), 정월 초하룻날 입궐하여 조반할 때, 혜령군과 함께 홀(笏)을 가지고 익안대군의 손자인 신의군(愼宜君)의 양관을 쳐서 잠(箴)을 떨어뜨리자, 화가 난 신의군이 온녕군의 양관을 걷어차 버리는 일이 발생하였다. 이 일로 종부시로부터 탄핵을 받아 온녕군과 혜령군이 먼저 시비를 건 것은 잘못이지만, 조카가 당숙의 양관을 걷어차는 행동은 부도덕한 일로 간주되어 신의군은 도성 밖으로 쫓겨났다.
같은 해 6월, 종학(宗學)에서 혜령군과 서로 치고 옷깃을 찢으며 다투어 종부시로부터 탄핵을 받았으나, 세종은 혜령군의 종학 출입을 금하고 엄벌에 처하였으며 온녕군에 대해서는 함구하였다.
1434년(세종 16년), 겨울 3개월 동안 종학에 결석한 일수가 가장 많아, 세종은 온녕군의 구사를 모두 거두어갔다. 1438년(세종 20년)에는 국기일(國忌日)에 술과 안주를 장만해 가지고 산에 올라가 놀았다는 이유로 사헌부로부터 탄핵을 받았다.
1454년(단종 2년) 5월 12일 졸하였다. 조회와 저자를 3일간 정지하고, 부의(賻儀)로 마포 40필, 저포 3필, 쌀·콩 100석과 종이 200권을 내렸다.

## 가족 관계
- 아버지 : 태종(太宗, 1367 ~ 1422)
- 어머니 : 신빈 신씨(信嬪 辛氏, ? ~ 1435)
  - 부인 : 익산군부인 순천 박씨(益山郡夫人 順天 朴氏) - 부정(副正) 증찬성(贈贊成) 박안명(朴安命)의 딸.
    - 아들(양자) : 우산군 종(牛山君 李踵), 이복 동생 근녕군(謹寧君)의 차남.
    - 며느리 : 문성군부인 문화류씨(文城郡夫人 文化柳氏)
      - 손자 : 용성군(龍城君) 이원(李援)
      - 손자 : 무풍군(茂豊君) 이총(李捴)
      - 손자 : 한산군(韓山君) 이정(李挺)
      - 손자 : 화원군(花原君) 이간(李揀)
      - 손자 : 금천군(錦川君) 이변(李抃)
      - 손자 : 청양군(靑陽君) 이건(李揵)
      - 손녀 : 유탄과 혼인
      - 손녀 : 이수려와 혼인

## 관련 작품

### TV 드라마
- 《공주의 남자》 (KBS, 2011년~2011년 배우: 윤승원)